# Weinstraße 3 (Deidesheim)
Das Anwesen Weinstraße 3 in der pfälzischen Kleinstadt Deidesheim ist ein altes Weingut mit einer repräsentativen Villa und einem Wirtschaftsgebäudekomplex. Es liegt an der Deutschen Weinstraße und gilt als schützenswertes Kulturdenkmal nach dem Denkmalschutzgesetz des Landes Rheinland-Pfalz.

## Geschichte

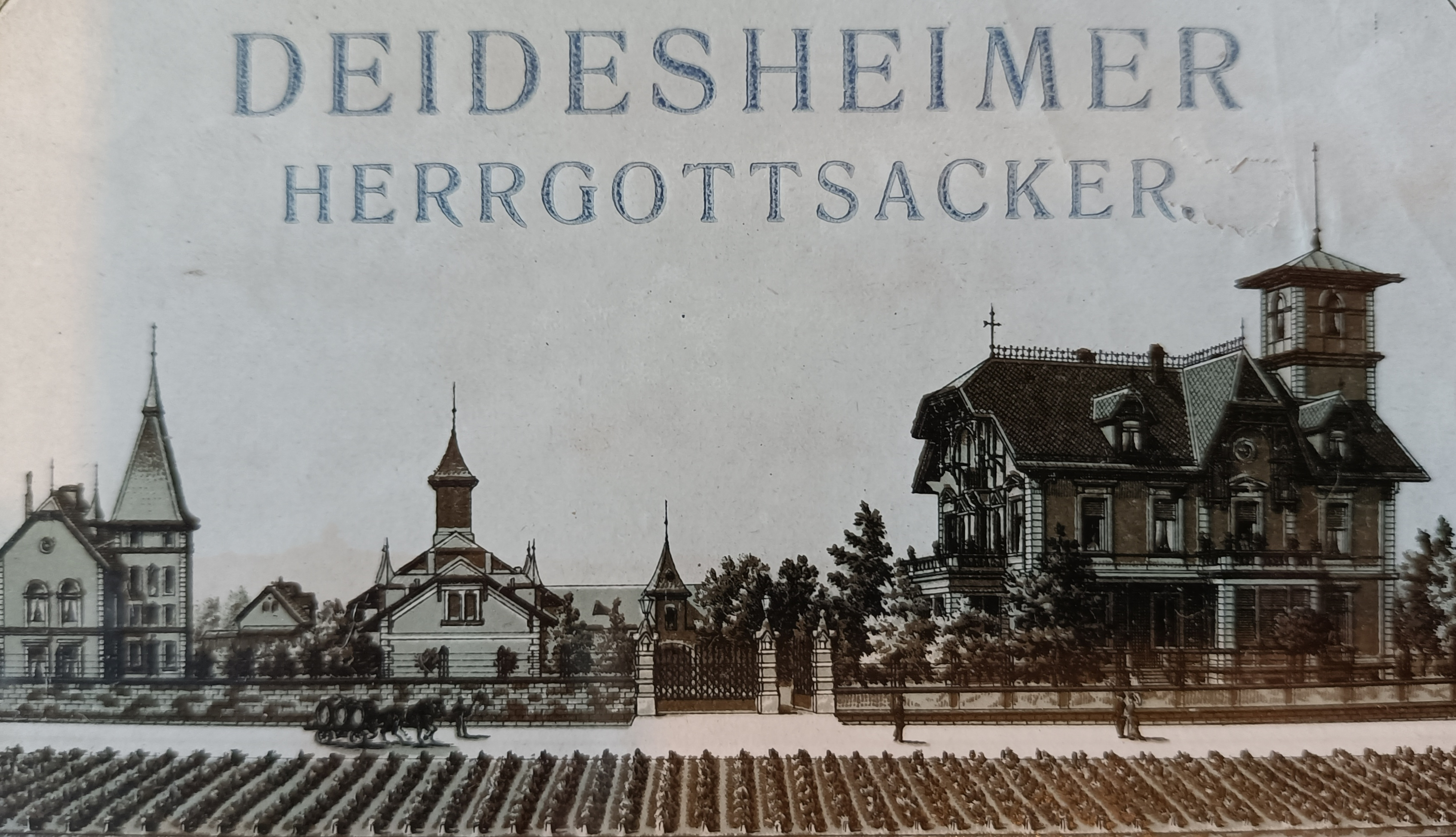
Das Weinetikett aus dem frühen 20. Jahrhundert zeigt die Gebäude mit den Adressen Weinstraße 1 (links) und Weinstraße 3 (Bildmitte und rechts im Bild)

Die Geschichte der Familie Gießen, die das Anwesen bauen ließ und es noch heute besitzt, reicht zurück bis ins Jahr 1391. Die Gießens waren Tuchhändler in Holland und bekamen ein Wappen vom römisch-deutschen König Wenzel von Luxemburg verliehen, das eine Tuchkarde zeigt. Diese war später auf dem Weinetikett des Weinguts abgebildet. 1730 zogen Angehörige der Familie nach Kirchheimbolanden in die heutige Pfalz. Der in Kirchheimbolanden geborene Johannes Gießen heiratete 1766 die Tochter des fürstbischöfliches Amtskellers, Anna Eva, und ließ sich in Deidesheim nieder. Die Familie stellte im 19. Jahrhundert und 20. Jahrhundert einige Bürgermeister in Deidesheim. 1885 kaufte die Familie das benachbarte Anwesen, heute Weinstraße 1 (bis 2015 der Sitz der RHM Klinik- und Altenheimbetriebe B.V. & Co. KG), und ließ das Anwesen nebenan als Aussiedlerhof bauen. Bauherr war Andreas Gießen, die Bauzeit erstreckte sich von 1886 bis 1889. Das Gut ging danach an dessen Sohn Herbert Gießen (1877–1945) über, danach an dessen Sohn Erich Gießen (1919–2005). Nach dem Zweiten Weltkrieg, von 1945 bis 1952, wurde das Anwesen von französischen Truppen requiriert und diente als Kaserne für etwa 60 Mann. Das Anwesen erlitt in dieser Zeit beträchtlichen Schaden. Seit 1982 leitet Herbert Gießen, der Sohn von Erich Gießen, das Gut.

## Anwesen

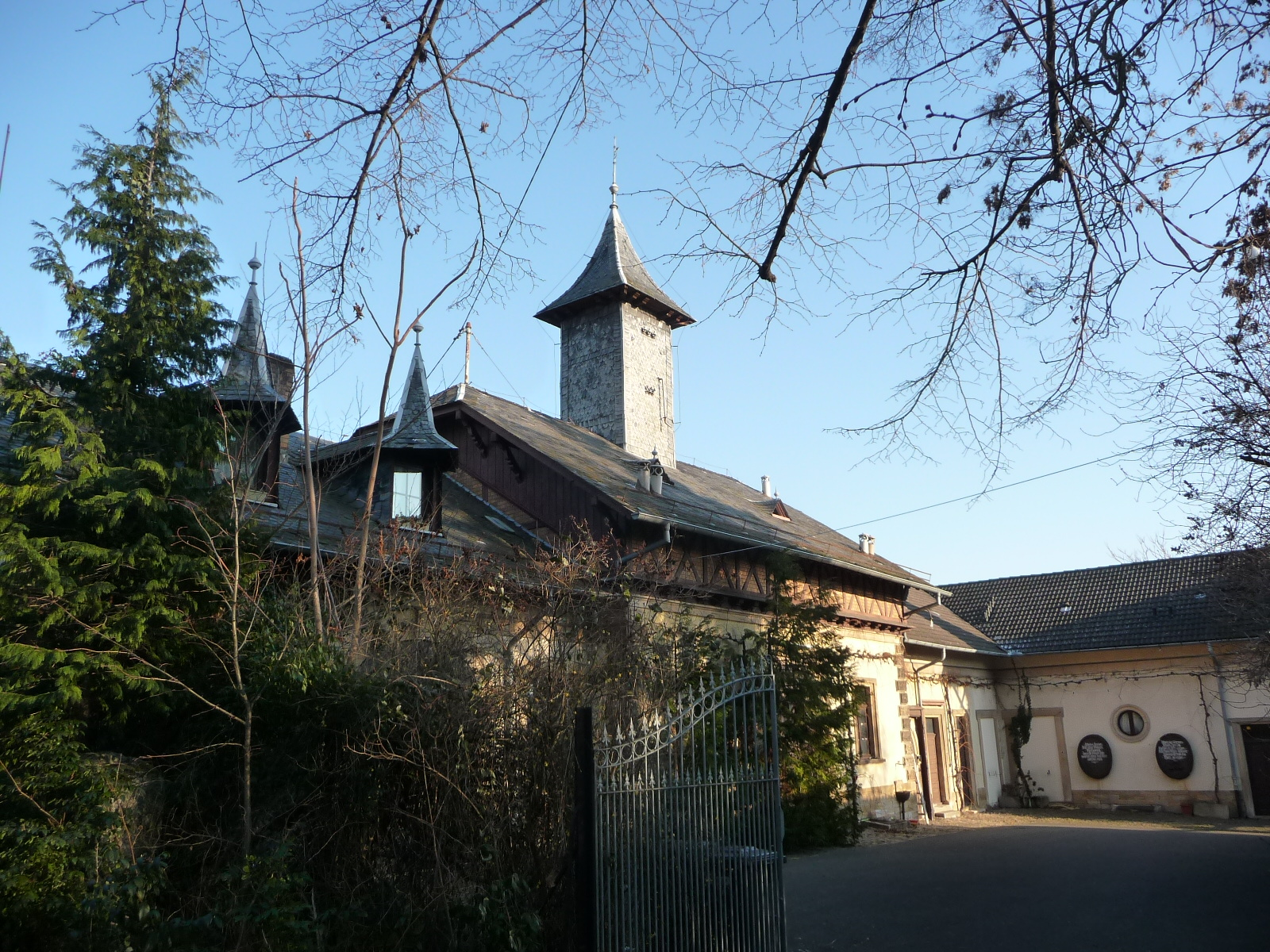
Wirtschaftsgebäude mit Dachreiter

Die Villa im Stile des Späthistorismus, mit Elementen der Neorenaissance und der italienischen Renaissance, wurde 1886–1889 nach Plänen der Architekten Schaepler & Voß (Mannheim) errichtet. Es handelt sich um einen zweigeschossigen Bau aus Backsteinen, der mit Sandsteinen gegliedert ist. Das Gebäude, mit einem Krüppelwalmdach versehen, hat ein markantes Belvederetürmchen und weist zur Weinstraße hin einen Zwerchgiebel und einen kleinen, begehbaren Vorbau auf. Zum Anwesen gehört auch das 1886 errichtete Wirtschaftsgebäude nebenan, mit Kelterhaus, Remise und Scheune. Sein schiefergedeckter Dachreiter war mit einem Wassertank ausgestattet, welcher der Versorgung der Villa diente.